# Traslazione (geometria)

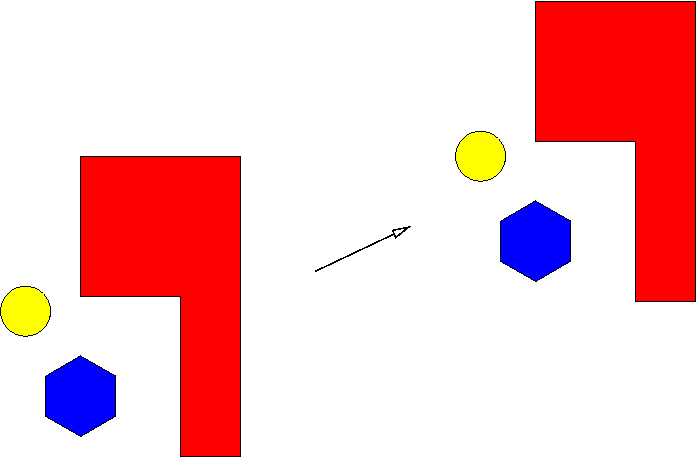
Traslazione nel piano.

Nella geometria euclidea, una traslazione è una trasformazione affine dello spazio euclideo, che sposta tutti i punti di una distanza fissa nella stessa direzione. La si può anche interpretare come addizione di un vettore costante a ogni punto, o come spostamento dell'origine del sistema di coordinate. In altri termini, se {\displaystyle {\overrightarrow {\mathbf {v} }}} è un vettore fisso, la traslazione {\displaystyle T_{\mathbf {v} }} è definita dall'operazione
{\displaystyle T_{\mathbf {v} }\left({\overrightarrow {\mathbf {p} }}\right)={\overrightarrow {\mathbf {p} }}+{\overrightarrow {\mathbf {v} }}.}
Sia {\displaystyle T} una traslazione, allora l'immagine di un sottoinsieme di punti {\displaystyle A} relativo alla funzione {\displaystyle T} si chiama «{\displaystyle A} traslato di {\displaystyle T}». L'insieme {\displaystyle A} traslato di {\displaystyle T_{\mathbf {v} }} viene indicato spesso con la notazione {\displaystyle A+{\overrightarrow {\mathbf {v} }}}.
Tutte le traslazioni sono isometrie.
La traslazione può anche essere vista come il risultato di una rotazione eseguita da un centro di rotazione che si trova all'infinito nella direzione ortogonale alla direzione di traslazione.

## Traslazione nel piano

### Traslazione di grafici in geometria analitica
La traslazione nel piano è un'operazione utile in geometria analitica per spostare curve come rette e coniche: questo viene fatto modificando le equazioni che le descrivono.
La formula generale per ottenere un'equazione traslata è la seguente:
{\displaystyle {\begin{cases}x'=x+x_{v}\\y'=y+y_{v}\end{cases}}}
dove {\displaystyle x',y'} sono le coordinate da ottenere; {\displaystyle x,y} sono quelle dell'equazione originale; {\displaystyle x_{v},y_{v}} sono le componenti del vettore associato alla traslazione, utile per traslare le coniche nel piano cartesiano in due dimensioni. Pertanto, alla traslazione di equazioni {\displaystyle x'=x+x_{v}} e {\displaystyle y'=y+y_{v}} è associato il vettore {\displaystyle {\overrightarrow {\mathbf {v} }}(x_{v};y_{v})} e viceversa.
Dati una funzione {\displaystyle y=f(x)} e le componenti {\displaystyle x_{v}} e {\displaystyle y_{v}} del vettore associato a una specifica traslazione, si ottiene una funzione traslata {\displaystyle y=f'(x)}, la cui espressione può essere scritta così:
{\displaystyle y=f(x-x_{v})+y_{v}.}

## Rappresentazione con matrici
Dal momento che la traslazione è una trasformazione affine ma non lineare, per rappresentarla con le matrici ci si serve generalmente di coordinate omogenee. La trasformazione da coordinate cartesiane a coordinate omogenee è definita in questo modo:
{\displaystyle \left(x,y,z\right)^{\rm {T}}\mapsto \left(x,y,z,1\right)^{\rm {T}}.}
La traslazione di un punto in coordinate omogenee lungo il vettore {\displaystyle {\vec {\mathbf {v} }}=\left(v_{x},v_{y},v_{z}\right)^{\rm {T}}} si effettua allora per mezzo della matrice di traslazione:
{\displaystyle T_{\mathbf {v} }={\begin{pmatrix}1&0&0&v_{x}\\0&1&0&v_{y}\\0&0&1&v_{z}\\0&0&0&1\end{pmatrix}}.}
Moltiplicando la matrice di traslazione per il vettore in coordinate omogenee si ottiene il risultato aspettato:
{\displaystyle T_{\mathbf {v} }{\vec {\mathbf {p} }}={\begin{pmatrix}1&0&0&v_{x}\\0&1&0&v_{y}\\0&0&1&v_{z}\\0&0&0&1\end{pmatrix}}{\begin{pmatrix}p_{x}\\p_{y}\\p_{z}\\1\end{pmatrix}}={\begin{pmatrix}p_{x}+v_{x}\\p_{y}+v_{y}\\p_{z}+v_{z}\\1\end{pmatrix}}={\vec {\mathbf {p} }}+{\vec {\mathbf {v} }}}.
L'inverso della matrice di traslazione si ottiene invertendo il segno del vettore associato:
{\displaystyle T_{\mathbf {v} }^{-1}=T_{-\mathbf {v} }.}
Analogamente, il prodotto di matrici di traslazione si ottiene sommando i vettori associati:
{\displaystyle T_{\mathbf {u} }T_{\mathbf {v} }=T_{\mathbf {u} +\mathbf {v} }.}
Poiché l'addizione vettoriale è un'operazione commutativa, lo è anche la moltiplicazione di matrici di traslazione, a differenza della moltiplicazione fra matrici generiche.

## Struttura di gruppo

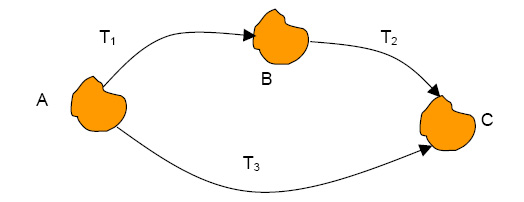
La composizione di due traslazioni e è un'altra traslazione.

Le traslazioni formano un gruppo. In particolare, la composizione di due traslazioni è una traslazione.